# 벼룩이자리속
벼룩이자리속은 석죽과의 한 속이다. 하위 종에 150여 종이 있다. 기본종은 벼룩이자리(A. serpyllifolia)이다.

## 한국의 종
- 벼룩이자리(Arenaria serpyllifolia L.)
- 관모개미자리(Arenaria capillaris Poir.)
- 벼룩이울타리(Arenaria juncea M.Bieb.)